# Озерний (станція)
Озерний — станція 5-го класу Київської дирекції Південно-Західної залізниці, розміщена на лінії Київ — Миронівка між зупинними пунктами Гординь (відстань — 5 км) та Зірка (відстань — 3 км).

## Історія
Роз'їзд виник 1983 року під час прокладання залізниці Київ — Миронівка. У 1986 році дільниця Трипілля-Дніпровське — Миронівка електрифікована змінним струмом (~25кВ). У 2000-х переведений у розряд станцій.

## Пасажирське сполучення
На станції зупиняються приміські електропоїзди сполученням Київ — Миронівка.